# 远在小河的对岸
《远在小河的对岸》（俄语：Там вдали, за рекой）是一首广为流传的苏联歌曲，讲述了布琼尼部队在俄国内战期间的一场战斗。歌词由尼古拉·科尔于1924年创作，曲调则由亚历山大·亚历山德罗夫谱写。
此外，这首歌的曲调也被用于多首不同的歌曲，由不同的作者在不同时期创作。部分研究者认为，这首歌的曲调源自民间哀婉的旋律，不属于某个特定的创作者。像许多民歌一样，它反映了历史和地域事件的背景，创作者们通过它表达了当时的社会情境和感受。
这首歌是1999年上映的中国大陆电视剧《钢铁是怎样炼成的》的主题曲。